# Buch der Katastrophen
Buch der Katastrophen (seltener: Das Buch der Katastrophen) ist eine Sammlung meist satirischer oder grotesker Erzählungen des deutschen Schriftstellers Hermann Harry Schmitz. Es erschien erstmals postum 1916 im Kurt Wolff Verlag. Die unter dem gleichen Titel postum erschienenen nachfolgenden Ausgaben sind in Auswahl und Reihenfolge der Texte mit der Wolff-Ausgabe von 1916 nicht immer identisch.

## Die Erzählungen im Einzelnen
Wegen der in den unterschiedlichen Ausgaben teilweise unterschiedlichen Reihenfolge werden die einzelnen Erzählungen hier alphabetisch geordnet.

### Aus einem rheinischen Städtchen

#### Turbine Muhlmann
Der Ich-Erzähler ist mit seinem Bekannten Toni Bender im rheinischen Städtchen Caub unterwegs. Sie wundern sich, warum feierlich geflaggt ist, erfahren, dass Turbine Muhlmann Geburtstag habe. Weder der Ich-Erzähler noch Toni Bender wissen, wer Turbine Muhlmann ist, doch Toni Bender bietet zur Erklärung irgendeinen „Quatsch“, es kommt zu Tätlichkeiten und einem „Mißton in unserer Freundschaft. Wütend ging jeder einen anderen Weg“, der Ich-Erzähler sich betrinken. In den folgenden Stunden gelingt es dem Ich-Erzähler nicht herauszufinden, wer Turbine Muhlmann ist. Schließlich fasst der Ich-Erzähler sich ein Herz, geht aufs Rathaus und fragt den Bürgermeister nach Turbine Muhlmanns Identität. Die Antwort: die Schwiegermutter eines Wirts. „Die Flaggen sitzen locker“ in Caub.

#### Das Elslein von Caub
Abermals in Caub unterwegs, fällt dem Ich-Erzähler auf, dass Toni Bender allerorten durch die Wirtstöchter „mit einer außergewöhnlichen, direkt verblüffenden Liebenswürdigkeit behandelt wurde. Sämtliche Backfische Caubs schienen für ihn zu schwärmen.“ Die Erklärung dafür: Toni Bender „hatte es verstanden, sich ein unerhörtes Ansehen zu geben und so nebenbei verlauten lassen, er werde dafür sorgen, daß Caub wieder eine Attraktion in einer einwandfreien Elslein von Caub erhalte“: der Titelfigur des Elslein-Lieds. Nachdem das Elslein jedoch gekürt ist, erlischt das Interesse an Toni Bender.

### Die Bahnhofsmission
Eine Erbtante des Ich-Erzählers beschließt mit Gleichgesinnten, im Bahnhof der Stadt D. eine Bahnhofsmission zu errichten für junge Mädchen, die spätabends oder nachts von der Unsittlichkeit des männlichen Geschlechts bedroht sind. Da die Betreuungsfälle ausbleiben, werden die älteren christlichen Damen „wütend über die herrschende Sittlichkeit.“ Unbeabsichtigt verschafft der Ich-Erzähler der Erbtante ihren ersten Fall, weil er aufgrund eine Verkettung unglücklicher Umstände seinen Zug verpasste, mit dem er nach D. reisen wollte – ebenso wie seine Freundin, die allerdings nur Geld für die Hinfahrt nach D. hatte: Die Rückfahrt sollte der Ich-Erzähler ihr spendieren. Die Freundin gerät an die Erbtante und das „Rudel alter Damen“, die ganz begeistert sind, ein junges Mädchen vor der drohenden Unsittlichkeit des männlichen Geschlechts zu bewahren.

### Beethoven
Das Mitglied eines Gesangvereins wird von seinen Vereinsgenossen dazu auserkoren, in einer größeren Stadt eine Beethoven-Büste zu kaufen. Der Büsten-Besorger ist nervös, weil er nicht weiß, wie Beethoven aussah. Am Reisetag ist die Unruhe derart groß, dass er sie mit sechs Schnäpsen am Abfahrts-, vier Schnäpsen am Ankunftsbahnhof bekämpft. Bereits mit schwerer Zunge fragt der Büsten-Besorger einen schwerhörigen Kellner nach Beethoven. Der Kellner holt einen Jungen herbei, der den Büsten-Besorger den Weg weisen soll; dieser Weg führte „an ein Geschäft, wo er den gewünschten ’Badofen‘ bekäme.“ In dem Sanitärgeschäft versucht man dem Büsten-Besorger „ein Rohr mit Nickelfirlefanz anzuhängen. Da hätte er doch einige Schnäpse mehr trinken müssen, um auf diesen Schwindel hereinzufallen.“ Er wird renitent, wird aus dem Laden geworfen, ein Polizist weist ihm den Weg zu einem Warenhaus. Die dem Büsten-Besorger als Beethoven-Büste angedrehte ladenhüterische Jahn-Büste geht während einer Straßenbahnfahrt kaputt. Der Büsten-Besorger geht in eine „Tirolerkneipe“, wo er eine Hofer-Büste entdeckt, die er viel beethovenerischer findet als die beethovenische Jahn-Büste. Er kauft die Hofer-Büste, betrinkt sich mit einem neuen Bekannten, schläft auf einer Bank ein. Der neue Bekannte nimmt dem Büsten-Besorger Uhr und Brieftasche ab, gibt ihm dafür „einige seiner eigenen Papiere“, die auf den Namen eines auch in die „Mona-Lisa-Affäre“ verwickelten Museumsdiebs lauten. Aufgrund einer Polizeikontrolle wird der noch betrunkene Büsten-Besorger daher „in Sachen Mona Lisa an Frankreich ausgeliefert.“

### Der Blinddarm – ein Fluch!
Infolge einer Erbschaft verfällt der Ich-Erzähler einem „Dasein fern vom Getriebe der Welt in süßem Nichtstun“, mit Ausschlafen, erlesenen Weinen und kulinarischen Genüssen. Das Wohlleben endet, als „ein alter Schulfreund“ und nunmehriger Mediziner ihm suggeriert, er könne an einer Blinddarmentzündung leiden. Der Ich-Erzähler entwickelt sich zum Hypochonder, lässt sich erst den Blinddarm entfernen, abonniert medizinische Fachblätter, liest darin von den Vorzügen eines künstlichen Blinddarmersatzes und lässt sich einen einsetzen, liest später von der Gefährlichkeit eines künstlichen Blinddarmersatzes und den Vorzügen eines Blinddarmersatzes aus Schafsdarm und lässt sich erneut operieren. Infolge einer medizinischen Vortragsreihe ist der Ich-Erzähler dann überzeugt davon, dass ein Blinddarmersatz generell von Übel sein und lässt sich auch den Blinddarmersatz entfernen in genau jenem Krankenhaus, wo ihm der Blinddarm entfernt worden war und wo er die Information erhält, dass er „überhaupt nichts am Blinddarm gehabt habe. Man habe sich in der Diagnose geirrt. […] Ehe es sich jemand versah, sprang ich auf, packte ein großes, blitzendes Operationsmesser und erstach den Professor, die weißen Männer und eine Krankenschwester“, weswegen der Ich-Erzähler ins Irrenhaus eingewiesen wird.

### Die Bluse
Der Ich-Erzähler begleitet seine Tante in ein „Riesen-Warenhaus“, wo sie eine Bluse kaufen möchte; die Tante ängstigt sich vor Aufzügen. Daher müssen der Ich-Erzähler und seine Tante in dem Warenhaus alles zu Fuß erledigen. Es weist absurde Dimensionen auf: „es stellte in seiner bebauten Fläche Elsaß-Lothringen in den Schatten“ und ist mindestens 150 Meter hoch. Da das Tantchen die in Frage kommenden Stoffe im Tageslicht prüfen will, müssen die beiden sowie diverse Verkäuferinnen immer wieder aus dem absurd großen Kaufhaus ins Freie, so dass die Verkäuferinnen „haufenweise vor Ermattung zusammenbrachen“. Als die Tante den richtigen Stoff gefunden hat, gibt es davon zu wenig, so dass sie sich umentscheidet und durch ihre Wünsche eine desolate Personalsituation hinterlässt: „Zwanzig Verkäuferinnen lagen tot am Boden, vier Ressortchefs waren völlig pathologisch geworden. Ein Elektrotechniker fraß Glühbirnen.“ Jahrelanger Aufenthalt in dem Kaufhaus wirkt sich auf die kaufwillige Tante nicht merklich aus, während ihre Wünsche reihenweise Kaufhausbeschäftigte dahinraffen und dem Ich-Erzähler der Vollbart „in die Stiefel“ wächst. Ein eigentlich den Kauf abschließender letzter Wunsch der Tante sorgt dafür, dass alle Menschen fliehen, die wild herumwirbelnde Drehtür außer Kontrolle gerät, das Warenhaus in Trümmer fällt und nur die Aufzüge „wie Türme aus dem Schutt emporragen“.

### Das Denkmal Noahs
In einem Gebäude, um das herum Skelette in den verknöcherten Händen „Pfändungsprotokolle wegen unbezahlter Gipsrechnungen“ halten, tagt „das Komitee“: Uralte Männer sitzen schon dermaßen lange zusammen, dass ihre Vollbärte „durch den Fußboden in den Keller gewachsen“ sind und niemand mehr den Tagungszweck kennt. Die Komitee-Mitglieder tagen im Nebenraum eines „etwa fünfhundert Meter im Geviert“ großen Saals, in dem sich eine „Ausstellung von Denkmalsentwürfen“ befindet. Aufgrund des entsetzten Schreis eines Komitee-Mitglieds, austreten zu müssen, befreit eine Passantin die durch Vollbärte angewachsenen Komitee-Mitglieder, von denen eines in alten Unterlagen zufällig den Zweck des Komitees wiederentdeckt: ein Denkmal für Noah auszuwählen. Da man sich auf kein Denkmal einigt, lässt man einfach alle Entwürfe verwirklichen. „Und da für die Menschen kein Platz mehr blieb auf der Erde, zogen sie alle zum Mars.“

### Die Diva und die Notbremse
Die in einer mittleren Provinzstadt tätige Opernsängerin Julie Briendöpke bekommt ein Engagement in der Oper der benachbarten Residenzstadt angeboten, was sie mit Lampenfieber erfüllt. Julies Nervosität steigt, als auf dem Weg zum Hauptbahnhof ihre Straßenbahn in eine Revolte gerät, aufgrund derer die Straßenbahn nicht weiterfahren kann: ein totes Pferd liegt auf dem Gleis. Äußerlich und innerlich aufgelöst hetzt Julie aus der Straßenbahn zu Fuß gen Bahnhof, fühlt sich verfolgt: „aus dem Pferde war ein unheimlicher, tiefschwarz gekleideter Mann geworden“, der sich in ein Nebenabteil in Julies Zug begibt. In ihrem Verfolgungswahn zieht Julie die Notbremse, schildert dem Bahnbeamten wirr ihre vermeintliche Lage. Auch nach diesem letztlich geklärten Zwischenfall bleibt Julie durch Nervenschock und Notbremsen-Missbrauch geistig zerrüttet, und „gewöhnlich sah man sie in dem Garten eines großen, vielfenstrigen Hauses gebeugt dahinschreiten, fortgesetzt schuldbewußt vor sich hin sagend: ‘Ich habe die Notbremse gezogen!‘“

### Drei Fabeln ohne Moral

#### Der Fuchs und die Trauben
Ein Fuchs hat Trauben probiert, findet sie zu sauer und ruht sich am Weinstock aus. Ein Rabe kommt herbei und fragt, wie die Trauben seien. Der Fuchs antwortet wahrheitsgemäß, der Rabe „kicherte hämisch“ und glaubt dem Fuchs nicht, probiert selbst, erkennt die Wahrheit und „flog beschämt davon.“

#### Der Hahn und der Wurm
Ein Regenwurm verlässt seinen Gang, weil er frische Luft schnappen will. Ein Hahn verlässt seinen Stall, weil er statt Körnern einen Regenwurm essen will. Als die beiden aufeinandertreffen, redet sich der Regenwurm heraus, er sei eine Stricknadel, und wird von dem Hahn verschont.

#### Die Rangierlokomotive und der Prellbock
Eine Lokomotive wird aus Altersgründen nur noch zum Rangieren eingesetzt und lässt ihren Frust an dem Prellbock aus. Der tätlich werdende Disput zwischen Lok und Bock eskaliert immer weiter, bis es dem Bock zu bunt wird: Direkt vor einem weiteren Aufprall der übermäßig schnell fahrenden Lok springt der Bock „blitzschnell zur Seite […]; die Lokomotive sauste durch, vergrub sich mit den Rädern im Dreck, überschlug sich und explodierte mit furchtbarem Knall.“

### Die feine Gesellschaft – die feine Gesellschaft
Der Ex-Bohémien und Rechtsreferendar Eusebius Nöll ist entschlossen, in der Provinzstadt Stumpfsinnshausen „die gute Partie und die gesellschaftliche Position“ zu erlangen, die für die Gutbürgerlichkeit nötig sind. Nöll macht seine Antrittsvisiten bei gesellschaftsrelevanten Männern und wird im Gegenzug zu gesellschaftlichen Anlässen eingeladen, wo das „seichte Gerede […] auf den Wiesen der Gemeinplätze“ grast. Bei einem solchen Anlass beobachten die Gäste jedoch aus einem Fenster, wie an einem Kaufhaus Lichtreklame montiert wird. „Kein Stumpfsinnshausener hatte je so etwas gesehen“; es bilden sich merkwürdige Gewohnheiten, als darin erst der Leucht-Buchstabe I, dann weitere Vokale ausfallen. „Und wie unter einem hypnotischen Zwang, einem kosmischen Muß begannen die Stumpfsinnshausener diese fremden, seltsamen Worte zu buchstabieren“, machen aus dem Scherzspiel, vokallos zu sprechen, letztlich bitteren Ernst. „Etwas Irres kam über die Leute. In etwa einem Monat sprach man nur noch diese Sprache ohne Vokale, die niemand verstand“, und Nöll flieht in sein Bohémien-Leben zurück.

### Die geteerte Straße
Voller Entsetzen stellen die Bewohner der „stillen Straße“ fest, dass Straßenbauarbeiter auftauchen, die mehrere Anläufe brauchen, ehe sie mit ihrer Arbeit beginnen. „Drei Wochen haben die Männer an der Straße gestrichen, bis die ganze Straße dalag im Spiegelglanz ihres staubtötenden Teerüberzuges“, und die Bewohner frohgemut ihre Häuser verlassen – um im Teer stecken zu bleiben: „Unkluge, die die frisch geteerte Straße betreten hatten und wie Fliegen an einer Leimtüte kleben geblieben waren“, nicht loskommen, sich beim Selbstbefreiungsversuch die Arme ausreißen und aufgrund Beschluss der Stadtverordneten-Versammlung schließlich abgesägt werden. „Der Fremde wundert sich über die vielen Leute ohne Füße in jener ruhigen, aber geteerten Straße.“

### Der gute Mensch
Ein netter Junggeselle ist stets sehr hilfsbereit. „Er sah nicht ein, daß der gute Mensch eben ganz und gar nicht mehr in unsere heutige Zeit passt.“ Eines Tages begleitet der Junggeselle einen Freund zum Bahnhof, wo jener ein Mädchen abholt, an dessen Aussehen der Freund sich nicht mehr erinnern kann, da er sich deren Anblick schöngesoffen hatte. Entsprechend sieht das Mädchen dann aus, und den Junggesellen packt „unendliches Mitleid“ für seinen Freund, der es versteht, sich selbst von dem Mädchen zu distanzieren, das sich daher eher an den netten Junggesellen wendet. Der Freund entschwindet, der nette Junggeselle schlittert in eine Beziehung, eine Ehe mit dem Mädchen, die ihn von seiner Uneigennützigkeit heilt: Er wird ein Menschenfeind, der seine Ehegattin während einer Ballonfahrt in die Luft sprengt.

### Herr Durchschuß – mein Todfeind
Der Ich-Erzähler erhält von dem Redakteur Durchschuß den Arbeitsauftrag, für ein Pressefest „ein Gedicht aus ihrer poetischen Feder“ zu verfassen, was dem Ich-Erzähler schwerfällt: Er beschreibt „Bogen auf Bogen, bis ich bis zum Bauch in Makulatur saß.“ Durchschuß kontrolliert etwaige Arbeitsfortschritte des wegen des Drucks unter einer Schreib-Blockade leidenden Ich-Erzählers bis zum Exzess. In seiner Verzweiflung plagiiert der Ich-Erzähler dann Goethes Über allen Gipfeln, was Durchschuß mit einem „Ist zu brauchen“ kommentiert, auf dem Pressefest jedoch als Plagiat enttarnt wird. Vor dem Skandal fliehend klettert der Ich-Erzähler in einen hohen Baum.

### Hitze! Hitze!
Eine enorme Hitze quält den Ich-Erzähler „auf das furchtbarste und bringt mich dem Irrsinn nahe“. An einem Tage „so heiß, daß das Quecksilber oben am Thermometerrohr rausspritzte“, muss der Ich-Erzähler dringend in die Stadt, zieht sich eine hitzeabweisende weiße Hose an, die die hitzeabweisende Eigenschaft allerdings verliert, nachdem der Ich-Erzähler sich versehentlich „in einen Korb schwarzer Waldbeeren“ gesetzt hat. Der Text schließt damit, dass die weise Natur durch größere Mengen an hochsommerlichen Fliegen und Mücken die Menschen davor bewahrt, bei Hitze in Lethargie zu fallen, und dass es Heizer auf Dampfschiffen oder Radrennfahrer bei jenem „Teufelswetter“ weitaus schlechter getroffen haben.

### Im Sanatorium
Der Junggeselle Scharleß Nulpe findet „eines Tages die Selbstdiagnose Kater zu banal, und daher bescheinigt er sich eine zeitgemäße Neurasthenie“, woraufhin er sich in ein  Sanatorium begibt, weil das „heute für schick“ gilt, und zwar eine „Naturheilanstalt […], um einwandfrei modern zu bleiben.“ Im Sanatorium sitzt man entsprechend seines Leidens nach Tischen getrennt mit Patienten des gleichen Leidens: „Nulpe saß zur Probe an dem Tisch der Nervösen. Nach acht Tagen bat er, ihn an den Tisch der stärker Nervösen zu setzen“, von dem er aufgrund der Details seines Sanatoriums-Aufenthalts an den „Tisch der ein wenig Blöden“ aufsteigt. Von der Verpflegung, die hauptsächlich aus Bucheckern besteht, ungesättigt verzehrt Nulpe heimlich „Seife, zwei Tuben Zahnpasta, ein Paar Glacéhandschuhe, vier Bleistifte, eine Schachtel Heftzwecken und zwei Flaschen Kopiertinte“, mag die Kur aber nicht abbrechen, denn  „nun hatte er schon für Wochen bezahlt. Und dann galt es doch für schick.“ Nachdem der geistig zerrüttete Nulpe an den „Tisch der absolut Blöden“ gewechselt ist, naht das Ende: Eines Tages fühlt er sich von einem Massagestuhl „gefrotzelt und gestoßen“, so dass er in einem Tobsuchtsanfall dieses Gerät zerstört und weitere zerstören will, jedoch an die Halsmassagemaschine gerät. „Die kannte keinen Spaß, sie packte ihn mit ihren Fühlern um den Hals und erdrosselte ihn.“

### Der interessante Kopf
Ein gelbsüchtiger Handelsreisender ist ein fader Langweiler und das „Gespött der Leute“, wird aber auf einer Parkbank vom Kunstmaler Professor Braunkopf als Modell engagiert wegen seines interessanten Gesichts-Profils, das dem Maler dabei hilft, ein seit Jahren geplantes Werk zu verwirklichen. Das vollendete Gemälde wird zu einem großen Erfolg, und mit Braunkopfs Berühmtheit steigt auch die des Handelsreisenden, der nun einem Bildhauer Modell stehen soll; der Erfolg wiederholt sich. „Als er nun noch zu der Gelbsucht einen Bandwurm bekam und er grün und violett wurde, stürzten sich die Neoimpressionisten und Futuristen auf ihn“, doch kuriert sich der Handelsreisende auf dringenden ärztlichen Rat von seinen Krankheiten, hat nach vier Wochen Hängebacken, Schmerbauch, Doppelkinn und Schweinsohren – und keinen interessanten Kopf mehr, so dass er seinen interessanten Beruf als Modell verliert. „Das ist der Fluch der Gesundheit.“

### Kennen Sie das Land, wo die Zitronen blühen?
Ein Feriengast am Comer See ist stark erkältet, nutzt seine Krankheit dazu, Italienisch zu lernen, will seine Kenntnisse anschließend ausprobieren. Weil die Qualität seines Sprachlernbuchs schlecht ist, zeigen seine Erkenntnisse jedoch wiederholt wenig Erfolg. Der Feriengast hegt aber keine Selbstzweifel hinsichtlich seiner Italienisch-Kenntnisse, sondern zweifelt, ob er wirklich an Italiener geraten ist. Da verbale Anpassung scheitert, versucht der Feriengast es non-verbal, nämlich durch „die erfrischende Sitte des häufigen Ausspuckens, die typische Nationalgeste der Italiener“, mit der der Feriengast jedoch ausgerechnet die gelben Schuhe eines US-Preisboxers trifft: „Ich sah gar nicht mehr schön aus, als der Amerikaner von mir abließ.“

### Lillichens Verlobung
Ein gräfliches Ehepaar verkündet ihrer etwa 18-jährigen Tochter Lilli, dass sie am kommenden Dienstag mit einem alsbald eintreffenden Grafen namens Bodo verlobt werde, was Lilli einen tränenerstickten Stoßseufzer „Theobald!“ entlockt: Lilli ist in den Maler Theobald verliebt, den sie heimlich im nahen Wald zu treffen pflegt. Als der Graf im Wald von zwei Räubern überfallen wird, setzt Theobald die Räuber mittels Jiu Jitsu und geschickten Einsatzes der Farbpalette außer Gefecht, der Graf verspricht den Kauf eines Gemäldes, Theobald gibt dem Grafen seine Visitenkarte, doch der Graf entdeckt dadurch, dass er es mit dem heimlichen Geliebten seiner Tochter zu tun hat, bedroht Theobald und verschwindet, um den vermeintlichen Grafen Bodo zu empfangen. Jedoch tritt die Polizei auf den Plan: Die von Theobald überwältigten Räuber hätten Bodos wahre Identität als „gefährlicher Hochstapler und Raubmörder“ offenbart. Da gleichzeitig Theobald Lilli im Wald vor dem Ertrinken rettet, gewährt der Graf dem Maler die Hand seiner Tochter.

### Der Mann mit dem verschluckten Auge
Ein Nudist stellt gleich nach seiner Ankunft im Dorfe Bullenbach fest, dass sein Nacktsein dort nicht willkommen fest, denn er wird verprügelt. Um sich mit den rohen Landbewohnern wieder gut zu stellen, isst der verhinderte Nudist allabendlich „das Nationalgericht der Bullenbacher: rohes Schweinegehacktes mit Pfeffer und Zwiebeln“; das ist mutmaßlich die Ursache, dass er sich einen Bandwurm einfängt. Der Nudist erhält eine Medizin gegen den Bandwurm, die er fast vollständig eingenommen hat, als er an einem schwülen Augusttag auf die Idee verfällt, er könne versuchen, eine „Schaustellung indischer Fakire“ nachzuahmen, der zufolge man „seine Augen aus den Augenhöhlen herausnehmen und einige Zentimeter vom Kopf entfernen konnte.“ Die Nachahmung gelingt so gut, dass er mit dem herausgepulten rechten Auge, das immer noch an Muskeln und Sehnerv hängt, unter anderem seinen Rachenraum und seinen Kehlkopf inspiziert. „Mich interessierte das alles so intensiv, daß ich ganz vergaß, das Auge genügend zwischen den Fingern einzuklemmen. Auf einmal, flitsch, war mir das Auge fortgeglitscht und im Schlund verschwunden.“ Aufgrund von Schluckreflex und später Verdauungsbewegungen wandert das Auge, immer noch sehend, im Körper herab und trifft schließlich auf den Bandwurm, der überredet werden kann, freiwillig das Weite zu suchen: Nicht nur, dass die Wurmkur noch nicht abgeschlossen sei, nein, in der Welt außerhalb des Darms machten Kriecher wie der Bandwurm zwangsläufig Karriere. Das Auge äugt vom Anus aus dem ausgeschiedenen Bandwurm hinterher, kommt aber anschließend weder vor noch zurück. Am Ende der Geschichte ist der Nudist Angestellter von „Herrn Barnum“.

### Das neue Auto
Ein neureicher Brauereibesitzer legt sich ein 2000-PS-Auto zu, 40 Reifen, Höchstgeschwindigkeit 2000 Kilometer pro Stunde. Es gibt eine dem Brauereibesitzer unverständliche Bedienungsanleitung, aber im Preis mit inbegriffen ist auch ein Chauffeur. Schließlich traut sich der Brauereibesitzer selbst allein ans Steuer, verliert die Kontrolle über das auch bei den bisherigen Spritztouren sehr eigenwillige Auto, entdeckt an der Unterseite des Fahrgestells „runde, weiche, gallertartige, grüne“ Tiere, die blattlausartig das Auto befallen haben. „Eines von den scheußlichen Tieren geriet ihm in den Halskragen und begann am Rückgrat seine bohrende Tätigkeit“, so dass auch dem Brauereibesitzer jener Irrsinn droht, der sein Auto befiel. Er fährt weiter, mit Höchstgeschwindigkeit, „Gegenden verwüstend und entvölkernd, Dörfer und Städte einreißend“ durch seine irrsinnige Fahrt, wird „an einer Kurve hinausgeschleudert ins All“, während das Auto führerlos weiterrast und schließlich von den grünen Parasiten (den sogenannten Autobazillen) vernichtet wird. „Die Epidemie verbreitete sich um die ganze Welt, und in zehn Jahren nach ihrem Ausbruch gab es kein Auto mehr.“

### O Gott, bei Benders ist Hausputz!
Meta Bender packt „wie jede echte gute deutsche Hausfrau“ im Frühjahr der „Hausputzkoller“, für den sie dieses Mal drei zusätzliche Reinigungsfrauen und eine männliche helfende Hand requiriert hat, da sie „dieses Mal eine besonders eingehende und gründliche Reinigung vorzunehmen“ gedenkt. Ihr Ehemann Rizinus Bender flüchtet sich in die gute Stube, später aufs Dach. „Der Maschinist, der den Vakuum-Reiniger bediente, ging auf einen Augenblick weg, um gegenüber einen Schnaps zu trinken. Mutter Bender benutzte seine Abwesenheit und stürzte sich auf den Apparat“, dreht ihn voll auf. Infolge dessen wird sie selbst vom Saugstrom erfasst und ebenso eingesaugt wie die drei Reinigungsfrauen und die männliche helfende Hand. Rizinus Bender jedoch „war trotz allen Zuredens nicht zu bewegen, das Dach zu verlassen.“

### Onkel Bogumil trinkt
Onkel Bogumil leidet infolge Alkoholmissbrauchs unter Schnapsnase sowie Delirium tremens und wird in eine Entzugsklinik gebracht, deren Therapie darin besteht, dass man dem Alkohol der Patienten „ein Geheimmittel in geringen Dosen beimischte, welches dem Getränk einen widerlichen Nachgeschmack gab“. Nach einer Weile fragt Onkel Bogumil scheinheilig, ob er „Sauerbrunnen“ in die Klinik bestellen dürfe. Der Klinikchef willigt begeistert ein, sieht er in einer solchen Bestellung doch einen Erfolg der Therapie. Allerdings geht die Bestellung an einen guten Freund, der in dem Wort „Sauerbrunnen“ zu Recht ein Codewort für den von Onkel Bogumil geliebten Rheinwein sieht. Bogumil erhält 100 Flaschen und nutzt eine Abwesenheit des Klinikchefs für ein großes Fest mit dem vermeintlichen „Sauerbrunnen“. Der zurückkehrende Klinikchef  „gab angesichts dieses völligen Mißerfolges seiner Alkoholentziehungs-Therapie seine Anstalt auf und wurde Weinreisender.“

### Onkel Willibald will baden
Onkel Willibald erwirbt eine Reisebadewanne, deren Inbetriebnahme damit endet, dass sein linkes Bein in den integrierten Badewasser-Ofen gerät, so dass Onkel Willibald statt der Reisebadewanne lieber ein Top-Modell der Sanitäreinrichtung erwirbt, das gleichfalls seine Tücken hat: „Er wurde durch die Unmenge von Hähnen und Ventilen völlig verwirrt. Er hantierte, hin und her hüpfend, an dem Badeofen. Er erinnerte an einen Musikalclown, der sich an einem Gestell mit Glocken produziert.“ Als es Willibald schließlich gelingt, in seiner Luxus-Badewanne ein Wellenbad zu nehmen, geraten die Wellen außer Kontrolle: Erst wird Willibald aus der Wanne geschwemmt, dann kippt die Wanne um und mit der Liegefläche auf ihn drauf, so dass er sich wie eine Schildkröte auf allen vieren geht, während das weiterhin laufende Wasser erst das Haus einstürzen, dann die Stadt untergehen lässt.

### Die Promenade
Auf der Kastanienallee der Stadt Banausingen promenieren traditionell täglich zur Mittagszeit die Bürger der Stadt. „Ein ernstes, würdevolles Hin und Her feierlicher Marionetten“, das eines Tages durch einen herrenlos an eine Kastanie gelehnten Spazierstock gestört wird. Um den Spazierstock bildet sich eine Menschentraube. Zuerst verfällt ein Rat wegen dieser Störung von Sitte und Tradition in Irrsinn und hängt sich kopfüber in die Kastanie, an die der Spazierstock lehnt, dann bricht eine Raserei aus, während derer sich die Bürger mit Schirmen in die Augen stechen, in den Gehwegrand beißen, „sich Siegellack auf die nackten Füße tropfen“ lassen, wie um aus einem bösen Traum zu erwachen. „Alle gingen an Nervenzerrüttung zugrunde“ oder trinken sich daheim zu Tode oder sterben an Krankheiten, weil niemand sie mehr kurieren kann. Einziger Überlebender ist Toni Schamlos, „ein richtiger Rüpel, alle Leute waren dieser Ansicht.“

### Der Säugling
Anlässlich der bevorstehenden Niederkunft von Frau Becker fallen diverse Tanten in das Becker-Haus ein und bringen außer jeweils hervorragenden Ammen auch hervorragende Ratschläge zum Gedeihen des noch ungeborenen Erdenbürgers mit, die um des häuslichen Friedens willen umgesetzt werden; Herr Becker „bezahlte eine Rechnung nach der anderen“, die Ammen werden immer dicker. Nach der Geburt des notorisch schreienden Kindes steigert sich die fanatische Rechthaberei der Tanten bis zur „Besessenheit“ und kann nur dadurch ausgehebelt werden, dass der Briefträger meint: „Das Kind wird Hunger haben“; die Ammen jedoch kommen aufgrund ihrer Körperfülle inzwischen nicht mehr durch ihre jeweilige Tür heraus, so dass man auf ein „Idealrapidsäuglingskraftwachsnährpulver“ umsteigt, aufgrund dessen das Baby rapide in die Höhe schießt. „Der Junge hatte in wenigen Tagen die Größe eines ausgewachsenen Mannes mit dem Intellekt eines Säuglings. Er ging ins Leben hinaus, geriet in die Diplomatenkarriere und brachte es in kürzester Zeit zu einer leitenden, hohen Staatsstellung.“

### Die Taufe
Ein alleinstehender, vollkommen verkaterter Ich-Erzähler wird von einem Sturmklingeln an der Tür geweckt. Es stammt von einem verspießten Ex-Freund, dem der Ich-Erzähler Geld schuldet. Der Ex-Freund schleppt den Ich-Erzähler in eine Kirche, der Pate werden soll: „Er habe das mit dem Paten nicht gewußt“, gesteht der Ex-Freund. Der Ich-Erzähler „duselt“ im Stehen ein. Als er erwacht, sind seine Bekannten fort, und er bekommt als vermeintlicher Vater vom Küster trotz seiner Proteste ein Kind aufgedrängt, mit dem er die Kirche verlässt. Draußen wird er von einer Großmutter beschuldigt, er sei der Kindsvater ihres Enkelkindes, das er nun in Händen halte, und von der Großmutter in deren Heim gezwungen, wo die Kindsmutter klarstellt, dass das weder ihr Kind noch dessen Vater wäre. In dem Wirrwarr kann der Ich-Erzähler entkommen und gelangt wieder in seine Wohnung.

### Theater
In einem Theater wird Hamlet gegeben, doch außer ein bestimmter attraktiver Schauspieler interessiert die anwesenden Kulturbanausen, „Theatereleven, Freibillettler, […] Backfische“ nichts an dem Drama. Beispielsweise beschwert sich ein Ehemann, dass das „nichts zum Lachen“ sei, woraufhin ihn seine Ehefrau ermahnt: „Das Stück ist doch von Schiller!“ Eine weitere Einschätzung lautet: „Interessant ist es doch eigentlich nur in Premieren, wo man pfeifen kann. So was wie Hamlet ist schon schlimm. Man darf nichts sagen, weil der Dichter so berühmt ist. Man würde sich blamieren.“

### Der Tierfreund
„Möbus Enterich hatte schon in seiner Jugend eine ausgesprochene Vorliebe für Tiere“, was sich in einem frühen Faible für Mehlwürmer manifestiert. Während seiner Bankausbildung in London verliert Möbus wegen unerlaubten Tierbesitzes seine Wohnung, wird aber durch Börsenspekulation ein reicher Mann und legt sich eine Villa mit entsprechend großer Tierschar zu, darunter einen Dackel, der dermaßen lang ist, „daß sein Vorübergehen eine halbe Stunde dauerte.“ Des Dackels Leibspeise sind mit Champagner verquirlte Kiebitzeier, worüber das Tier erst zum Alkoholiker wird, dann ins Delir fällt, in eine Spezialklinik nach Moskau kommt, dort allerdings verstirbt. Möbus ist durch die Dackel-Geschichte wieder pleite, streichelt einen anderen Dackel, der ihn beißt, so dass Möbus an Tollwut stirbt.

### Der überaus vornehme Friseur
Der „erste Friseur der Stadt“ Herr Sudermann hat „acht Angestellte in weißen Tropenuniformen“, stuft seine Dienstbeflissenheit entsprechend dem gesellschaftlichen Rang seiner Kundschaft ab, flößt dem Ich-Erzähler enorme Hochachtung ein. Entsprechend irritiert ist der Ich-Erzähler, als Sudermann sich eines Tages aufgrund des Kundenandrangs dazu herablässt, auch den Ich-Erzähler zu bedienen. Diese Unerhörtheit verwirrt zunächst nur den Ich-Erzähler, dann schauen Angestellte und Kunden „starr vor Staunen dem Unerhörten“ zu, dann kommt es zum Eklat: „Der ganze Laden revoltierte. Alles ging drunter und drüber.“ Bald darauf steht das Universum wegen des ungeheuren Geschehnisses vor seiner Auflösung: „Kometen schleppten ihre Schweife durch die Straßen, wirbelten einen tollen Staub auf […]. Straßenbahnwagen liefen verwirrt über die Straßen, wo keine Schienen lagen, und versuchten sich voller Angst in Hauseingänge zu flüchten.“

### Der Umzug
In einem Mehrparteien-Mietshaus sind zwei Auszüge, zwei Einzüge und ein Binnen-Umzug zu bewältigen. Eine einzige Möbeltransportgesellschaft übernimmt „den gesamten Transport für alle in Frage kommenden Parteien“, wofür sie zwanzig stählerne „Motormenschen“ beschäftigt. Jene allerdings sind zum einen etwas grob, so dass es zu Toten kommt, zum anderen richten sie Chaos an: Da die Möbel der fünf Parteien „im wirren Durcheinander“ auf der Straße stehen, kommen auch die Maschinenmenschen durcheinander. „In hoffnungslosem Kreislauf trugen zehn der Männer die Möbel auf die Straße“, die dann „von den anderen zehn Männern wieder in die verschiedenen Etagen planlos und ohne Ordnung hingestellt“ werden: „Stöhnende Fragen, entsetzte Zurufe prallten ungehört an der ehernen Indolenz der Möbeltransporteure ab. Unerbittlich wie das Schicksal setzten sie ihr Tun fort.“ Das geht über Monate so, während derer die Mieter resigniert zwischen ihren Möbeln hausen und im Winter dem Erfrierungstod erliegen. Die Geschichte endet erst, als die Maschinenmenschen aufgrund eines Streikaufrufs alles stehen und liegen lassen.

### Das verliehene Buch
Ein bibliophiler Familienvater hat ein „sehr langweiliges Buch mit schlechten, sehr schlechten Illustrationen verliehen“, das aber prächtig „mit Goldschnitt und Damasteinband“ ausgestattet ist. Als der Familienvater das Buch nicht zum vereinbarten Zeitpunkt zurückerhält, trinkt er sich Mut an, geht zu dem säumigen Buch-Schuldner, wo die Tochter des Hauses einen Stapel Bücher missbraucht, um bei ihren Klavierübungen höher zu sitzen. „Der Vater war sonst nicht roh. Er stürzte aus dem Hinterhalt auf das nichtsahnende Kind und warf es von seinem Sitz, ergriff das Buch und floh.“ Die heimische Prüfung des hastig eroberten Buches ergibt, dass es sich gar nicht um das prächtige, aber sehr langweilige Buch handelt; infolge dieser Erkenntnis verliert der Vater den Verstand, erschlägt erst seine Frau und bricht sich anschließend infolge eines Fenstersprung das Genick.

### Die vierbeinige Gefahr
In der Gattung Pferde hat „der ahnungslose Mensch durch harmlose Zahlen- und Buchstabenexperimente“ den Intellekt erweckt, so dass die Pferde schließlich Gleichberechtigung mit den Menschen fordern und ihre „Emanzipationsbewegung der Pferde“ in einer Luftschiffhalle zusammentrifft. In Anwesenheit einer Menschen-Delegation kommt es nicht nur zu Beschimpfungen zwischen Mensch und Pferd, sondern auch zum Zwist innerhalb der Pferde; so zerstreiten sich unter anderem die „frauenrechtlerischen Stuten“ mit den Ponys. Als Kompromiss zwischen Mensch und Pferd wird beschlossen, Mensch und Pferd miteinander zu kreuzen: „Und der Zentaur war der Herr der Welt. Eine alte Sage ging in Erfüllung“, nachdem Mischwesen „förmlich als offizielles Ideal erkoren“ worden sind.

### Vom treuen Leser
„Ein Arsenal von Damoklesschwertern hängt über dem Lokal-Anzeiger!“ Die Damoklesschwerter liegen in Händen einer speziellen Art von Lesern: „Der treue Leser oder der langjährige Abonnent oder der alte Freund des Blattes“, der rechthaberisch ständig etwas zu meckern hat: meist „Leute, die nie in ihrem Leben etwas zu sagen gehabt haben“. Besonders schlimm finden jene Zeitgenossen es, wenn ihr Berufsstand in ihren Augen auf irgendeine Weise unzureichend dargestellt wird: „Es war bezeichnend, wie die Achillesfersen aller Berufsklassen prompt bei der geringsten satirischen Spiegelung reagierten, wie die schlechten Gewissen sofort ins Gären gerieten. […] Endlich kam der Lokal-Anzeiger auf die glückliche Idee, jedem Abonnenten vor dem Abdruck sämtliche Beiträge vorzulegen. Fünfhundert Boten gingen zu diesem Zweck von Haus zu Haus. Auf diese Weise kam das Ideal einer Zeitung zusammen.“ Als eines Tages dennoch von einem Gelegenheitsleser „ein Schmähbrief kam, […] hat der Chefredakteur mittels Dynamits das ganze Gebäude des Lokal-Anzeigers mit sämtlichen Angestellten in die Luft gesprengt.“

### Von Männern, die an Schaltern sitzen
Um eine Affäre auch vor seiner Tante zu verheimlichen, die für ihn die Verlobung mit einer Gießkannenfabrikanten-Tochter eingefädelt hat, korrespondiert der Ich-Erzähler mit seiner Geliebten nur postlagernd. „Zitternd und bebend wie ein Verbrecherdilettant“ betritt der Ich-Erzähler die Post, wo er mit eingetroffenen Briefen rechnet, wartet dort wochenlang, ehe ein anderer Kunde ihn darauf hinweist, postlagernde Briefe hole man in einem anderen Postamt ab. Auf dem Weg dorthin wird der Ich-Erzähler von der Polizei aufgegriffen, da ihn seine Tante als vermisst gemeldet hat. Der Gießkannenfabrikant beauftragt ihn, Geld bei einer Versicherung und Billetts im Theater abzuholen; auf dem Weg dorthin halst ihm ein Freund noch die Aufgabe auf, für ein Neugeborenes „die Anmeldung bei dem Geburtsamt zu übernehmen.“ Bei der Versicherung scheitert der Ich-Erzähler am Kassenschluss, beim Geburtsamt entdeckt man nach langem Schlangestehen, dass „der Vater versehentlich anstatt der richtigen Papiere Metzger- und Gasrechnungen und ein altes Mietbuch“ mitgegeben hat. Als der Ich-Erzähler am Theater die Billetts abholen will, ist er von seinen bisherigen Schalter-Erlebnissen geistig derart zerrüttet, dass er dem Theaterbediensteten gegenüber statt seines Anliegens die Postcode-Nummer, das Versicherungsanliegen und die Sache mit dem Neugeborenen vorbringt. Als der Theaterbedienstete entsprechend ungehalten reagiert, packt der Ich-Erzähler ihm „beim Kopf, zog ihn durch das Fensterchen und riß den Schieber runter. Pfitsch, ein Blutstrahl, der Kopf rollte zu Boden“, und der Ich-Erzähler flieht.

### Von meiner Lunge
Aufgrund eines starken Hustens und schmerzhafter Stiche in der Brust geht der Ich-Erzähler zum Arzt, der ihm eine „schwere Lungensache“ diagnostiziert sowie eine verbleibende Lebensdauer von 4 ½ Monaten; diese Lebensdauer wird errechnet anhand einer Lungen-Illustration mit vorgezeichneten Linien, die der Ich-Erzähler alle drei Tage abstreichen solle, um eine Vorstellung von seinem Verlust an Lungen-Materie zu erhalten. Da der Ich-Erzähler Besuch einer Freundin erwartet und diese nicht mit seinem zwischenzeitlichen Ableben enttäuschen möchte, versucht er der Wissenschaft ein Schnippchen zu schlagen und setzt nur noch einmal wöchentlich statt alle drei Tage den Rotstift an seine Lungen-Illustration. Und als diese dennoch ganz abgestrichen ist, wird einfach „ein Stück angemalt und die Lunge dann immer wieder vergrößert und schließlich, als der Bogen zu klein wurde, neues Papier angeklebt und die Lunge nach Bedarf ausgedehnt“, bis die expandierende Illustration „so groß wie eine Tischplatte“ ist. Doch der Arzt kann sich ja nicht geirrt haben. „Da bin ich zur Überzeugung gekommen, daß ich ein Phänomen sein müsse: Der Mann ohne Lunge. Etwas noch nie Dagewesenes.“

### Die vorzügliche Kaffeemaschine
Ein Familienvater ist äußerst unzufrieden mit dem Kaffee, den seine Ehefrau zu brühen versteht. „Diese leidige Kaffeegeschichte drohte das Eheglück […] auf das ernstlichste zu gefährden“, woraufhin die Ehefrau die „beste Kaffeemaschine der Welt“ kauft. Die feierliche Inbetriebnahme der hochkomplizierten Kaffeemaschine gestaltet sich jedoch schwierig. „Die arme Mutter wurde immer verwirrter, sie stieß die Spiritusflasche um, die sich zur Hälfte auf den Tisch und über die Hose des Vaters ergoß“, was sich als fatal erweist, als es der Mutter zwar nicht gelingt, den Brennvorgang in der Kaffeemaschine in Gang, dafür aber den Vater vorübergehend in Brand zu setzen. Schließlich aber scheint der Erfolg bevorzustehen: „In der Maschine summte und brodelte es ganz behaglich. Kaffeeduft erfüllte das Zimmer. Die Mutter blickte triumphierend um sich. […] Ein starker Strahl glühendheißen Kaffees spritzte plötzlich aus der Maschine hervor, dem Vater mitten ins Gesicht.“ Die daraus resultierende Brandblase erreicht derartig große Ausmaße, dass der Vater „trotz seines verzweifelten Zappelns wie ein Luftballon an die Decke stieg.“ Die Mutter hängt sich an ihn – sie steigen weiter auf. Die Kinder klammern sich an die Mutter – sie steigen weiter auf. Die Kaffeemaschine explodiert: „Durch die entstandene Öffnung wurde die ganze aneinander hängende Familie ins Freie geschleudert“ und vom Winde verweht, während das Haus abbrennt.

### Wie es kompliziert war, bis ich in die Sommerfrische kam
Der Ich-Erzähler vergeht vor Neid, weil andere es sich leisten können, aus der Stadt in die Sommerfrische zu fliehen, nur er nicht. Er versucht, sich bei einem Roman-Schriftsteller Geld zu leihen, bekommt das auch tatsächlich, deckt sich mit allem Notwendigen ein, in „einem wahnsinnigen Kauftaumel“, an dessen Ende er bemerkt, dass er den Kredit schon wieder ausgegeben hat, weswegen er sich in einen neu erworbenen Koffer legt und „zu Hause auf dem Speicher“ abstellen lässt. Aus diesem Grund entgeht ihm auch, „daß der Geldträger jeden Tag nach mir gefragt habe. Man habe mich nicht stören wollen, jetzt komme er nicht mehr, das Geld liege zum Abholen auf der Post bereit.“ Der Ich-Erzähler geht zur Post, wo er meint, die Postanweisung ausgezahlt zu bekommen, reiht sich dort in die Schlange ein, wartet lange Zeit, wird durch einen anderen Kunden aufgeklärt, dass er Postanweisungen nur in der Hauptpost ausgezahlt bekäme. Dem ist dann tatsächlich so, und der Ich-Erzähler kann in die Sommerfrische starten.

### Wie ich mich entschloss, auf den Händen zu gehen
Der Ich-Erzähler erhält von einem Onkel aus Amerika als Geburtstagsgeschenk einen „Fountain Pen“ samt englischsprachiger Bedienungsanleitung, kann aber kein Englisch und erkennt zunächst auch nicht, dass es sich bei dem „Fountain Pen“ um einen „Taschentintenfüllfederhalter“ handelt. Er fasst zwölf Flaschen Tinte, und um „immer gerüstet zu sein, bestellte ich […] in einer Tintenfabrik dreißig Hektoliterfässer Tinte.“ Doch das Gerät schreibt nicht richtig. Der Ich-Erzähler sucht an seinem Kaffeehaus-Stammtisch Hilfe. Dort weilt „der bekannte, aber auch gefürchtete Psychiater Professor Doktor Bastian Kopfschupp“, der „aus Vorliebe für die Grotesken gestörter Gehirne“ seinen Beruf ergriff und seine Patienten als „ergötzliche Maschinen“ ansieht. Kopfschupp behauptet, dass dieses Füllfederhalter-Modell erfordere, dass der Ich-Erzähler auf Händen ginge. Kopfschupp argumentiert dermaßen überzeugend, dass der Ich-Erzähler „den therapeutischen Vorschlag des Psychiaters“ akzeptiert und „jetzt und immerdar auf den Händen“ geht.

## Textanalyse
Die Texte im Buch der Katastrophen sind „geschrieben vor dem Ersten Weltkrieg“ und erzählen teils auktorial, teils in der Ich-Form. Abgesehen vom Ort Kaub sind die Orte der Handlung fiktiv. Entsprechend der Struktur als Erzählungs-Sammlung besitzt das Buch der Katastrophen abgesehen von den zwei Unter-Erzählungen innerhalb der Erzählung Aus einem rheinischen Städtchen keine Figurenkonstellation, die die einzelnen Teile der Erzählungs-Sammlung übergreifen würde, und außer dem titelgebenden Katastrophen-Sujet kein zentrales Thema.

## Rezeption
Das „zu wenig bekannte“ Buch der Katastrophen erlebte in den 1960er und 1970er Jahren dank der auch in Rezensionen besprochenen Neuveröffentlichung durch den Diogenes Verlag eine Renaissance. So hielt der Nebelspalter den Bezug auf den Begriff „Katastrophen“ für übertrieben und sprach in seiner Besprechung stattdessen von „Tragikomödien des Alltags, die sich aber in der satirischen Ueberspitzung [sic!] zu katastrophalem Umfang auswachsen, und in gar manchen Fällen trieb der Verfasser [...] nicht nur mit dem Entsetzen Scherz, sondern erwies sich als eigentlicher Prophet – und Moralist.“ Die Science Fiction Times sah das Buch der Katastrophen in einer „Traditionslinie der Kleinbürgerkritik“ eingereiht „von der gemütlichen Grausamkeit des Raabesehen "Stopfkuchens", oder Wilhelm Buschs sadistischen Orgien zwinkernden Einverständnisses mit dem "Das-ist-halt-so" bis zu Qualtingers Spießersatiren“. Hinter „der Fassade kleinbürgerlicher Ordnungsliebe und jener dürftigen Liebenswürdigkeit, die nichts anderes als maskierte Grausamkeit ist“ sah die Science Fiction Times „den Stachel ins Fleisch“ gesetzt: Das Buch der Katastrophen „erinnert uns an Ungetanes, Einzulösendes.“ Zu den „gemischten Vergnügungen, die den Leser erwarten“ gehört dabei auch die oberflächlich ernsthafte Geschichte Lillichens Verlobung: Sie gilt, so der Nebelspalter, als „eine wunderschöne Parodie auf jene Literatur, die durch den Namen Hedwig Courths-Mahler hinreichend umrissen wird.“

## Nachwirkung und Adaptionen
„Die prächtigen Kabinettstückchen aus dem bürgerlichen Heldenleben“ inspirierten unter anderem Torsten Haß zu dem Drama Kastanienallee und Jan Weiler zu dem Text Antonio kauft einen Fernseher (in: Mein Leben als Mensch). Sie wurden darüber hinaus verschiedentlich adaptiert:

### Grafische Adaptionen
Die Erzählung Der Mann mit dem verschluckten Auge war titelgebend für die Kunstausstellung Put Your Eye In Your Mouth von Martin Kippenberger und Ulrich Strothjohann (1991). Ferner machte der Zeichner Julian Litschko (* 1991) die Schmitz-Fabel Die Lokomotive und der Prellbock im Jahr 2018 zu einem ungewöhnlichen Kinderbuch.

### Audio-Adaptionen
Im Jahre 2000 verarbeitete Eva Schorr den Schmitz-Text Die Bluse zu Die Bluse: Musikalische Erzählung in acht Bildern, op. 82. 
Ebenfalls adaptierte diese Erzählung  der WDR im Jahre 2002 zu einem Hörspiel (Bearbeitung und Regie: Heike Tauch). Unter der Regie von Wolfgang Rindfleisch wurden die Texte Der Säugling und Das Denkmal Noahs 2000 unter dem Titel Katastrophen! vom Deutschlandradio zu einem Hörspiel verarbeitet. Daniela Kletzke präsentierte im Jahr 2010 ihr u. a. von Der Mann mit dem verschluckten Auge und weiteren Schmitz-Texten inspiriertes Hörspiel Sind wir schon tot? auf den ARD-Hörspieltagen. Konrad Beikircher adaptierte 2020 für die SWR2-Reihe Pasticcio musicale den Text Die geteerte Straße.

## Textausgaben (Auswahl)
- Buch der Katastrophen. Contumax Hofenberg, Berlin 2017. ISBN 978-3-7437-0215-8.
- Das Buch der Katastrophen. Dreißig groteske Geschichten. (=Die Brigitte-Edition, Band 13.) Lizenzausgabe. Kein & Aber, Zürich 2005. ISBN 3-570-19521-X.
- Buch der Katastrophen. (=Insel-Taschenbuch, Band 3186.) Insel-Verlag, Frankfurt am Main 2005. ISBN 3-458-34886-7.
- Buch der Katastrophen. 24 tragikomische Geschichten. (=Diogenes-Taschenbuch, Band 20548) Diogenes, Zürich 1987. ISBN 3-257-20548-1.
- Buch der Katastrophen. Pille, München 1940.
- Buch der Katastrophen. Cooeff, München 1926.
- Buch der Katastrophen. Wolff, Leipzig 1916.